# Republic Steel
Republic Steel, qui a pris également les noms de Republic Iron and Steel Company et Republic Steel Corporation, est une entreprise sidérurgique américaine. Fondée à Youngstown en 1899 par Cyrus Eaton, l'entreprise est stoppée en 1984. À son apogée, l'entreprise était la 3e productrice d'acier des États-Unis.
L'entreprise était sponsor de la franchise de football américain des Steelers de Pittsburgh.